# Muséum d'histoire naturelle de Marseille
Pour les articles homonymes, voir Muséum d'histoire naturelle.
Le muséum d’histoire naturelle de Marseille a été créé en 1819 par Jean-Baptiste, marquis de Montgrand, maire de Marseille de mars 1813 à 1830 et le comte de Villeneuve-Bargemon, alors préfet. Il occupe, depuis 1869, l’aile droite du Palais Longchamp construit par l’architecte Henri-Jacques Espérandieu (1829-1874), dans le 4e arrondissement de Marseille.

## Histoire
Le muséum a été créé en 1819. Il a occupé différents lieux, dont la Chapelle des Bernardines, avant de s'implanter définitivement en 1869 au Palais Longchamp qu'il partage avec le musée des Beaux-Arts.
Le musée est aujourd'hui sous la tutelle du ministère de l'Enseignement supérieur et de la Recherche. Il a été classé musée de France en 2002.

## Le musée
En tout, le muséum possède 83 000 spécimens d'animaux, 200 000 spécimens végétaux, 81 000 spécimens de paléontologie, et de 8 000 échantillons de minéraux. Une partie de ses collections est présentée au public, répartie sur quatre salles :
- la salle Safari, regroupant des animaux naturalisés ;
- la salle de Provence, sur la faune et la flore régionales. Ses murs sont ornés de fresques peintes par Raphaël Ponson et classées monuments historiques (récemment restaurée dans l’esprit de son inauguration en 1869) ;
- la salle d'ostéologie, regroupant squelettes et crânes ;
- la salle de préhistoire, sur l'évolution.

Le muséum organise de nombreuses conférences et des expositions temporaires.
Il est membre du réseau national des collections naturalistes (RECOLNAT)

## Fréquentation
| 2001   | 2002   | 2003   | 2004   | 2005   | 2006    | 2007   | 2008   |
| ------ | ------ | ------ | ------ | ------ | ------- | ------ | ------ |
| 25 176 | 36 274 | 36 566 | 53 697 | 48 412 | 37 077  | 43 680 | 32 229 |
| 2009   | 2010   | 2011   | 2012   | 2013   | 2014    | 2015   | 2016   |
| 54 465 | 62 893 | 53 414 | 51 032 | 44 672 | 103 543 | 65 377 | 69 449 |